# Ceratothoa gaudichaudii
Ceratothoa gaudichaudii är en kräftdjursart som först beskrevs av H. Milne Edwards 1840.  Ceratothoa gaudichaudii ingår i släktet Ceratothoa och familjen Cymothoidae. Inga underarter finns listade i Catalogue of Life.